# موري بوكتشين
موري بوكتشين (بالإنجليزية: Murray Bookchin) (ولد في نيويورك بتاريخ 14 كانون الثاني 1921 - 30 تموز 2006) هو كاتب وخطيب وفيلسوف اشتراكي لاسلطوي أمريكي. من رواد حركة التبيؤ. شكل حركة التبيؤ الاجتماعي ضمن الأفكار البيئية، واللاسلطوية. كتب حوالي 24 كتابا عن السياسة، الفلسفة، التاريخ، التبيؤ، والقضايا المدنية. في أواخر 1990 أنشأ مدرسته اللاسلطوية السياسية الخاصة باسم [الكوميونية].
كان بوكتشين مناهضا للرأسمالية ومؤيدا للامركزية في المجتمع وفقا لقواعد ديمقراطية وبيئية. كتاباته عن البلدية التحررية، نظرية الوجه لوجه، الجمعية الديمقراطية، أثرت في الحركة الخضراء ومجموعات العمل المباشر المناهض للرأسمالية.

## مسيرته
ولد بوكتشين في نيويورك من عائلة روسية يهودية. كانت والدته اشتراكية ثورية شربته منذ الصغر بالفكر الروسي الشعبوي. عقب وفاتها في 1930، انضم لمنظمة شباب شيوعية. تعلم في مدرسة العمال حيث درس الماركسية. في أوائل 1930 عارض الستالينية وانجذب نحو التروتسكية، وانضم لحزب العمال الاشتراكي.
طور بوكتشين في تلك المرحلة نظرية عن مجتمع ما بعد الندرة تقوم على اللامركزية [البيئية]. وفي 1958 أعلن أنه لا سلطوي، ورأى توازنا بين اللاسلطوية والتبيؤ. ومفهوم [التبيؤ الاجتماعي] عند بوكتشين يقوم على الاقتناع بترابط القضايا الاجتماعية والبيئية.
في 1986 كتب كتابا بعنوان من التمدن إلى المدن أو نهوض التمدن وسقوط المواطنة حيث برز تأثره بالتقاليد الديمقراطية وقدم مفهوم [البلدية التحررية] حيث رأى أن التغيير الاجتماعي لا بد أن يبدأ على مستوى محلي / بلدي.حيث أنه لا بد من تغيير هيكلية المجتمع لتصبح السلطة للشعب. والطريقة الأقضل هي البلدية (مدينة، قرية أو بلدة) حيث يمكن خلق ديمقراطية مباشرة يقوم على الجمعيات الديمقراطية كمؤسسات تحررية واستبدال الدولة باتحاد من البلديات الحرة.
في 2016، انعقدت أول "لقاءات دولية لعلم البيئة الاجتماعية" في ليون بفرنسا، حيث جمعت مئات من دعاة حماية البيئة والليبراليين المتطرفين، ومعظمهم جاءوا من سويسرا وفرنسا وبلجيكا وإسبانيا، وكذلك من الولايات المتحدة وكندا وغواتيمالا. في هذه الاجتماعات، كانت "البلدية" في مركز المناقشات كبديل للحكومة الوطنية.
في 1995، انتقد تحول اللاسلطوية الأمريكية إلى حركة بدائية، معادية للتكنولوجيا، ذاتية ومغامرية على حساب الحركة الاجتماعية. فكان يعرف عن نفسه أنه «لاسلطوي اجتماعي» متطلع للثورة الاجتماعية. اشعل بوكتشين حربا ضد «اللاسلطوية الحياتية» في كتابه «اللاسلطوية الاجتماعية أو اللاسلطوية الحياتية» منتقدا تلك النزعة التي اعتبرها ترويعا للاسلطوية. لاحقا استنتج أن اللاسلطوية الأمريكية هي لاسلطوية محض فردية وانشق عن اللاسلطوية في 1999، ليؤسس فكره السياسي الخاص باسم الكوميونية كشكل اجتماعي لاسلطوي (اشتراكي تحرري) تقوم على أفكار الجمعية الديمقراطية واللامركزية في المجتمع، السلطة، المال، النفوذ، الزراعة، الصناعة..
توفي بوكتشين بالسكتة القلبية في 2006 عن عمر ناهز 85 سنة.

## الفكر
بالإضافة إلى كتاباته السياسية، كتب بوكتشين بإسهاب في الفلسفة، مُطلقًا على أفكاره اسم الطبيعية الجدلية. بدت كتابات جورج فيلهلم فريدريش هيغل الجدلية، التي تُعبّر عن فلسفة تطورية للتغيير والنمو، مُلائمةً لمنهج عضوي بيئي. على الرغم من أن هيغل "أثّر تأثيرًا كبيرًا" على بوكتشين، إلا أنه لم يكن هيغليًا بأي حال من الأحوال. تُركّز كتاباته الفلسفية على الإنسانية والعقلانية ومُثُل عصر التنوير.

## روابط خارجية
- موري بوكتشين على موقع IMDb (الإنجليزية)
- موري بوكتشين على موقع الموسوعة البريطانية (الإنجليزية)
- موري بوكتشين على موقع إن إن دي بي (الإنجليزية)
- موري بوكتشين على موقع قاعدة بيانات الفيلم (الإنجليزية)